# Marcus Weathers
Marcus Joe Weathers (Roeland Park, 5 agosto 1997) è un cestista statunitense.